# Mama Tour
Die Mama Tour war eine Tournee der britischen Progressive-Rock-Band Genesis. Namensgeber dieser Tour war der Single-Hit Mama ihres 1983 erschienenen, selbstbetitelten Albums Genesis.

## Hintergrund
Mit dem gleichnamigen Album tourten Genesis zwischen dem 7. November 1983 und dem 29. Februar 1984 durch Nordamerika und Großbritannien. Weitere Konzerte in Großbritannien sowie auf dem europäischen Kontinent waren nicht geplant. Gitarrist/Bassist Mike Rutherford begründete dies in einem Interview damit, dass es in Europa nur wenige Veranstaltungsorte gab, die den Voraussetzungen für die Installation der damals neuartigen Bühnenbeleuchtung entsprachen. Eine weitere Neuheit auf dieser Tour stellte die Anordnung der Musiker auf der Bühne dar: so rückte beispielsweise Tony Banks, der mit seinen Keyboards ansonsten stets auf der (aus Sicht des Publikums) rechten Seite der Bühne positioniert war, zwischen die beiden Schlagzeug-Sets von Phil Collins und Chester Thompson in die Bühnenmitte, dafür nahm Live-Gitarrist Daryl Stuermer auf der Bühne den Platz von Banks ein.
Die sehr erfolgreiche Tour umfasste insgesamt 70 Auftritte. Für das 1985 erschienene Konzertvideo Genesis Live - The Mama Tour wurden Ende Februar 1984 die fünf Abschlusskonzerte in Birmingham gefilmt, der Konzertfilm enthält jedoch nicht alle bei diesen Shows gespielten Songs. 2009 erschien Genesis Live - The Mama Tour im neu gemixten 5.1-Sound erstmals auf DVD.

## Setlist

### Beispiel-Setlist
- Dodo/Lurker
- Abacab
- That’s All
- Mama
- Medley (Eleventh Earl of Mar/Squonk/Firth of Fifth)
- Illegal Alien
- Man on the Corner
- Who Dunnit?
- Home by the Sea/Second Home by the Sea
- The Carpet Crawlers
- Keep It Dark
- It’s Gonna Get Better
- Follow You Follow Me
- In the Cage
- Medley (The Cinema Show/Riding the Scree/...In That Quiet Earth/The Colony of Slippermen)
- Afterglow
- Drum Duet
- Los Endos

Zugaben:
- Misunderstanding
- Turn It On Again (incl. Medley: Everybody Needs Somebody to Love/(I Can’t Get No) Satisfaction/The Last Time/All Day and All of the Night/In the Midnight Hour)

## Tourdaten
| Nr.                 | Datum               | Stadt               | Land                | Veranstaltungsort                      | Anmerkungen                     |
| Leg 1 – Nordamerika | Leg 1 – Nordamerika | Leg 1 – Nordamerika | Leg 1 – Nordamerika | Leg 1 – Nordamerika                    | Leg 1 – Nordamerika             |
| ------------------- | ------------------- | ------------------- | ------------------- | -------------------------------------- | ------------------------------- |
| xx                  | 6. November 1983    | Normal              | Vereinigte Staaten  | Horton Fieldhouse                      |                                 |
| 1                   | 7. November 1983    | Normal              | Vereinigte Staaten  | Horton Fieldhouse                      |                                 |
| 2                   | 8. November 1983    | Ames                | Vereinigte Staaten  | Hilton Coliseum                        |                                 |
| xx                  | 9. November 1983    | St. Paul            | Vereinigte Staaten  | Civic Center                           | verlegt auf den 7. Februar 1984 |
| 3                   | 10. November 1983   | Milwaukee           | Vereinigte Staaten  | MECCA Arena                            |                                 |
| 4                   | 11. November 1983   | Rosemont            | Vereinigte Staaten  | Rosemont Horizon                       |                                 |
| 5                   | 12. November 1983   | Rosemont            | Vereinigte Staaten  | Rosemont Horizon                       |                                 |
| 6                   | 13. November 1983   | Rosemont            | Vereinigte Staaten  | Rosemont Horizon                       |                                 |
| 7                   | 14. November 1983   | Detroit             | Vereinigte Staaten  | Joe Louis Arena                        |                                 |
| 8                   | 16. November 1983   | Landover            | Vereinigte Staaten  | Capital Center                         |                                 |
| 9                   | 17. November 1983   | New York City       | Vereinigte Staaten  | Madison Square Garden                  |                                 |
| 10                  | 18. November 1983   | New York City       | Vereinigte Staaten  | Madison Square Garden                  |                                 |
| 11                  | 20. November 1983   | Montréal            | Kanada              | Forum                                  |                                 |
| 12                  | 21. November 1983   | Montréal            | Kanada              | Forum                                  |                                 |
| 13                  | 22. November 1983   | Toronto             | Kanada              | Maple Leaf Gardens                     |                                 |
| 14                  | 23. November 1983   | Toronto             | Kanada              | Maple Leaf Gardens                     |                                 |
| 15                  | 25. November 1983   | Philadelphia        | Vereinigte Staaten  | Spectrum                               |                                 |
| 16                  | 26. November 1983   | Philadelphia        | Vereinigte Staaten  | Spectrum                               |                                 |
| 17                  | 27. November 1983   | Philadelphia        | Vereinigte Staaten  | Spectrum                               |                                 |
| 18                  | 28. November 1983   | Worcester           | Vereinigte Staaten  | Centrum Center                         |                                 |
| 19                  | 29. November 1983   | Worcester           | Vereinigte Staaten  | Centrum Center                         |                                 |
| 20                  | 30. November 1983   | Worcester           | Vereinigte Staaten  | Centrum Center                         |                                 |
| 21                  | 1. Dezember 1983    | Hartford            | Vereinigte Staaten  | Civic Center                           |                                 |
| 22                  | 2. Dezember 1983    | Syracuse            | Vereinigte Staaten  | Carrier Dome                           |                                 |
| 23                  | 3. Dezember 1983    | Buffalo             | Vereinigte Staaten  | Memorial Auditorium                    |                                 |
| 24                  | 4. Dezember 1983    | Richfield           | Vereinigte Staaten  | Coliseum                               |                                 |
| 25                  | 5. Dezember 1983    | Richfield           | Vereinigte Staaten  | Coliseum                               |                                 |
| 26                  | 7. Dezember 1983    | Pittsburgh          | Vereinigte Staaten  | Civic Arena                            |                                 |
| 27                  | 8. Dezember 1983    | Cincinnati          | Vereinigte Staaten  | Riverfront Coliseum                    |                                 |
| 28                  | 10. Dezember 1983   | Norfolk             | Vereinigte Staaten  | Scope Arena                            |                                 |
| 29                  | 11. Dezember 1983   | Greensboro          | Vereinigte Staaten  | Coliseum                               |                                 |
| 30                  | 12. Dezember 1983   | Nashville           | Vereinigte Staaten  | Municipal Auditorium                   |                                 |
| 31                  | 13. Dezember 1983   | Atlanta             | Vereinigte Staaten  | The Omni                               |                                 |
| 32                  | 15. Dezember 1983   | Jacksonville        | Vereinigte Staaten  | Veterans Memorial Coliseum             |                                 |
| 33                  | 16. Dezember 1983   | Lakeland            | Vereinigte Staaten  | Civic Center                           |                                 |
| 34                  | 17. Dezember 1983   | Hollywood           | Vereinigte Staaten  | Sportatorium                           |                                 |
| Leg 2 – Nordamerika |                     |                     |                     |                                        |                                 |
| 35                  | 6. Januar 1984      | Daly City           | Vereinigte Staaten  | Cow Palace                             |                                 |
| 36                  | 9. Januar 1984      | Vancouver           | Kanada              | Pacific Coliseum                       |                                 |
| 37                  | 10. Januar 1984     | Tacoma              | Vereinigte Staaten  | Tacoma Dome                            |                                 |
| 38                  | 12. Januar 1984     | Inglewood           | Vereinigte Staaten  | The Forum                              |                                 |
| 39                  | 13. Januar 1984     | Inglewood           | Vereinigte Staaten  | The Forum                              |                                 |
| 40                  | 14. Januar 1984     | Inglewood           | Vereinigte Staaten  | The Forum                              |                                 |
| 41                  | 15. Januar 1984     | Tempe               | Vereinigte Staaten  | ASU Activity Center                    |                                 |
| 42                  | 17. Januar 1984     | Denver              | Vereinigte Staaten  | McNichols Sports Arena                 |                                 |
| 43                  | 19. Januar 1984     | Norman              | Vereinigte Staaten  | Lloyd Noble Center                     |                                 |
| 44                  | 20. Januar 1984     | Tulsa               | Vereinigte Staaten  | Assembly Center                        |                                 |
| 45                  | 21. Januar 1984     | Dallas              | Vereinigte Staaten  | Reunion Arena                          |                                 |
| xx                  | 22. Januar 1984     | Houston             | Vereinigte Staaten  | The Summit                             |                                 |
| 46                  | 23. Januar 1984     | Houston             | Vereinigte Staaten  | The Summit                             |                                 |
| 47                  | 24. Januar 1984     | Austin              | Vereinigte Staaten  | Frank Erwin Center                     |                                 |
| 48                  | 25. Januar 1984     | New Orleans         | Vereinigte Staaten  | Lakefront Arena                        |                                 |
| 49                  | 26. Januar 1984     | Memphis             | Vereinigte Staaten  | Mid-South Coliseum                     |                                 |
| 50                  | 28. Januar 1984     | St. Louis           | Vereinigte Staaten  | Arena                                  |                                 |
| 51                  | 29. Januar 1984     | Kansas City         | Vereinigte Staaten  | Kemper Arena                           |                                 |
| 52                  | 31. Januar 1984     | Lexington           | Vereinigte Staaten  | Rupp Arena                             |                                 |
| 53                  | 1. Februar 1984     | Indianapolis        | Vereinigte Staaten  | Market Square Arena                    |                                 |
| 54                  | 3. Februar 1984     | Omaha               | Vereinigte Staaten  | Civic Auditorium                       |                                 |
| 55                  | 4. Februar 1984     | Peoria              | Vereinigte Staaten  | Civic Center                           |                                 |
| 56                  | 5. Februar 1984     | Madison             | Vereinigte Staaten  | Dane County Veterans Memorial Coliseum |                                 |
| 57                  | 7. Februar 1984     | St. Paul            | Vereinigte Staaten  | Civic Center                           |                                 |
| 58                  | 9. Februar 1984     | Winnipeg            | Kanada              | Winnipeg Arena                         |                                 |
| 59                  | 11. Februar 1984    | Calgary             | Kanada              | Olympic Saddledome                     |                                 |
| 60                  | 12. Februar 1984    | Edmonton            | Kanada              | Northlands Coliseum                    |                                 |
| 61                  | 14. Februar 1984    | Boise               | Vereinigte Staaten  | BSU Pavilion                           |                                 |
| 62                  | 16. Februar 1984    | Reno                | Vereinigte Staaten  | Lawlor Events Center                   |                                 |
| 63                  | 17. Februar 1984    | Paradise            | Vereinigte Staaten  | Thomas & Mack Center                   |                                 |
| 64                  | 19. Februar 1984    | Oakland             | Vereinigte Staaten  | Coliseum Arena                         |                                 |
| 65                  | 20. Februar 1984    | Oakland             | Vereinigte Staaten  | Coliseum Arena                         |                                 |
| Leg 3 – Europa      |                     |                     |                     |                                        |                                 |
| 66                  | 25. Februar 1984    | Birmingham          | England             | National Exhibition Centre             |                                 |
| 67                  | 26. Februar 1984    | Birmingham          | England             | National Exhibition Centre             |                                 |
| 68                  | 27. Februar 1984    | Birmingham          | England             | National Exhibition Centre             |                                 |
| 69                  | 28. Februar 1984    | Birmingham          | England             | National Exhibition Centre             |                                 |
| 70                  | 29. Februar 1984    | Birmingham          | England             | National Exhibition Centre             |                                 |

## Band
- Tony Banks: Keyboards, Hintergrundgesang
- Phil Collins: Gesang, Schlagzeug, Percussion
- Mike Rutherford: Bass, Gitarre, Hintergrundgesang
- Daryl Stuermer: Gitarre, Bass, Hintergrundgesang
- Chester Thompson: Schlagzeug, Percussion